# 新・男はつらいよ
『新・男はつらいよ』（しん・おとこはつらいよ）は、1970年2月27日に公開された日本映画。男はつらいよシリーズの4作目。同時上映は『アッと驚く為五郎』。
本作ではプロデュ－サーの小林俊一が監督を務めており、山田は前作同様、もういいと考えており脚本のみの参加となっている。
第1作から半年の間に4作目というハイペース(公開日の間隔が前作から43日しか空いていない)で制作された影響で、寅次郎が名古屋の競馬場で当てるシーン以外は柴又ロケ、都立水元公園ロケかスタジオ撮影中心になっている。

## あらすじ
寅次郎は、旅先の茶店で、店主の老婆に孫が電気あんかをプレゼントするのを知って、家族に土産を買い込んで故郷柴又に帰りたいという思いを持つ。
叔父孝行をしたいと願を掛け、名古屋の競馬場で大穴を当てた寅は、お大尽気取りで柴又に帰って来た。寅は100万円を見せびらかし大得意、日頃の恩返しにとおいちゃん夫婦を連れてハワイ旅行に行くと大はりきりだった。この噂は近所に知れ、寅の株はグッとあがった。弟分で今は旅行社に勤める登に準備万端整わせたはずだったが、好事魔多し、旅行代金を登の社長が持逃げして、出発当日に旅行の夢ははかなくも消えた。そのことを近所に知られることが気まずいと思った寅は、密かに戻ったとらやに博の助力も得ておいちゃん夫婦と潜んでいたが、泥棒（財津一郎）が入ってきたことがきっかけで、近所の人たちに見つかってしまい、一家で恥をかく。寅は、おいちゃんたちに孝行がしたかったという自分の気持ちを理解してもらえなかったことに腹を立て、柴又を飛び出す。さくらは、そんな寅の気持ちを誰よりも理解して、涙を流す。
1か月後、寅次郎はとらやに戻ってくるが、2階の自分の部屋を間貸ししていることに腹を立てて、また出奔しようとする。ところが、そこに美しい女性が入ってきて、その女性がとらやの２階に間借りしている帝釈天附属ルンビニー幼稚園の先生の春子（栗原小巻）だと知ると、出奔しようとした気分はどこへやら。春子の部屋が見えないように朝日印刷の寮の窓の目の前に板を打ち付けたり、春子の下宿代を取らないようにおいちゃんに押しつけたり、春子について幼稚園に行き園児たちと一緒にお遊戯したりと、やりたい放題。
春子は家庭を顧みない父親と長年うまくいっていなかったが、その父親が急死する。帝釈天の御前様に、寅の父親が自分の父親と子供にとって似たような存在の人物であったと聞き、春子は寅に親近感を覚える。一方で、寅の父親の命日の読経に参加しつつ、ずっと会えないまま亡くなった自分の父親のことを思い出して、感極まって泣いてしまう。寅は、朝日印刷の職工たちやおいちゃんの協力も得て、博の助言通りにそんな春子を励まそうとし、やっと春子の顔に笑顔が戻る。
しかし、春子は仙台に住む「友達」の会沢（横内正）に手紙を書いていた。会沢は、柴又に春子を訪ね、二人は一緒にとらやの２階の春子の部屋に上がる。周囲が心配する中、寅が帰宅し、春子へのお土産を渡しに２階へと上がって事態を把握する。呆然と酒を飲みに行った寅は、とらやに帰ってきた後、おいちゃん夫婦が寝ているのを見て、「また笑いものになるだけで、恩返しらしいことができなかった」という独り言をおいちゃん夫婦に語りかけて、寂しく柴又を去る。
おいちゃん夫婦は、寅の格好を重んじて寝たふりをし続けるが、そんな寅の思いに申し訳ない気持ちになる。そして、後日とらやを訪れた登も、寅を思いやって涙を流す。しかし寅は、そんな過去のことは忘れ、旅先の汽車の中で例の泥棒の話で周囲の乗客の爆笑を誘っているのであった。

## 逸話
- OPでは珍しい「どうせおいらは底抜けバケツ」バージョンの歌詞が使用されている。これが唯一。他には、第17～19作で2番に別の新歌詞が使われている以外は、テレビ版の1番2番のいずれかまたは両方が用いられている(1番は「お嫁に行けぬ」が内容とあわなくなったため第5作以降冒頭が修正されている)。
  - 「どうせおいらは底抜けバケツ。わかっちゃいるんだ妹よ。入れたつもりがスポンのポンで、何もせぬよりまだ悪い。それでも男の夢だけは、何で忘れて、何で忘れているものか、いるものか。」
- 吉田医師が春子の父親について「罪のむくいを受けましたよ。十分なくらいね」と電話で話しているが、何の罪なのかが明らかになっていない。
- 使用されたクラシック音楽
  - ヨハン・シュトラウス2世作曲 ポルカ 『狩り』作品373～競馬場
  - 瀬戸口藤吉作曲『軍艦行進曲』～寅さんと旅行会社社長が会う場面
  - ベートーヴェン作曲 弦楽四重奏曲 第9番 ハ長調 作品59-3 「ラズモフスキー第3番」第2楽章～春子と吉田が会う喫茶店
  - チャイコフスキー作曲 バレエ音楽「白鳥の湖」第２幕「情景」～寅さんと博らが会う喫茶店
  - スコットランド民謡『故郷の空』～ハーモニカ
- DVD収録の特典映像「予告編」では以下のような本編では没になったシーンが使われている。
  - 楊枝を咥えながら江戸川の土手を歩く寅さんのシーン。
  - 寅さんが幼稚園の遊具を直し、春子が笑うシーン(そのあとの寅さんが転ぶシーンは使用されている)。
  - 恋人の隆夫が春子の肩を叩くシーン。
  - さくらとおばちゃんが江戸川の土手で会話するシーンの別バージョン。
  - 泥棒を追い出して寅さんが「よーし明日から泥棒になってやる」という別バージョン。本編では手を二回叩き口元をぬぐい「畜生」というセリフになっている。
  - 肩を落として柴又の商店街を歩く別バージョン。予告編では鼻を拭いている。
  - 寅さんがタクシーで帰宅するシーンの別バージョン。予告編では源公が菓子折りらしきものを抱えているシーンが見えない。
  - 寅さんが園児や春子先生と幼稚園でお遊戯をするシーン。本編では春子先生一人が輪の中で踊っており寅さんは参加していない。

## スタッフ
- 監督：小林俊一
- 脚色：山田洋次、宮崎晃
- 音楽：山本直純

## キャスト
- 車寅次郎：渥美清
- さくら：倍賞千恵子
- 宇佐美春子[注 2]：栗原小巻
- つね：三崎千恵子
- 博：前田吟
- 登：津坂匡章
- 源公：佐藤蛾次郎
- 梅太郎（タコ社長）：太宰久雄
- 蓬莱屋：佐山俊二
- 峠茶屋の老婆：村瀬幸子
- 郵便配達夫：関口銀三
- 旅行会社社長：浜村純
- 印刷工：東光生
- 警官：山本幸栄
- 釣り人：北竜介
- 参道の旦那：園田健二
- 今井健太郎
- 小田草之介
- 弁天屋：二見忠男
- 小森英明
- ご近所さん：城戸卓
- 参道の旦那：高木信夫
- 印刷工：市山達己
- 川島照満
- 尾和義三郎
- ご近所さん：谷よしの
- ご近所さん：大塚君代
- 印刷工：みずの皓作
- 大久保敏男
- ご近所さん：江藤孝
- 印刷工：長谷川英敏
- 印刷工：羽生昭彦
- 印刷工：石井愃一
- 友ちゃん：脇山邦子（とらやの店員）
- 御前さま：笠智衆
- 会沢隆夫：横内正（春子の恋人）
- 吉田医師：三島雅夫（春子の父の主治医）
- 泥棒：財津一郎
- おじちゃん（竜造）：森川信
- 九大線のおばちゃん：水木涼子（ノンクレジット）
- 同：後藤泰子（ノンクレジット）
- 諏訪満男：中村はやと（ノンクレジット）

## ロケ地
佐藤(2019)、p.615より
- 山梨県南都留郡道志村（茶店）
- 千葉県松戸市矢切（タイトルバック）
- 愛知県名古屋市（名古屋競馬場）
- 東京都大田区（羽田空港）
- 神奈川県川崎市（川崎大師・啖呵売）
- 大分県由布市湯布院（久大本線の中で寅さん泥棒騒動の話をする）

## 記録
- 観客動員：48万5000人[1]
- 配給収入：1億2000万円[1]
- 上映時間：92分